# مونلیا
مونلیا (به ایتالیایی: Moneglia) یک کومونه در ایتالیا است که در استان جنوا واقع شده‌است. مونلیا ۱۵٫۴ کیلومترمربع مساحت و ۲٬۸۹۹ نفر جمعیت دارد و ۴ متر بالاتر از سطح دریا واقع شده.

## خواهرخوانده
شهر انگن، بادن-وورتمبرگ خواهرخواندهٔ مونلیا هست.